# Swiftair Flight 5960
Катастрофа вантажного літака Boeing 737—400 авіакомпанії Swiftair сталася 25 листопада 2024 року поблизу аеропорту Вільнюса. 20 грудня 2024 року відділ розслідування аварій та катастроф на транспорті опублікував проміжний звіт.
Літак виконував рейс із Leipzig/Halle аеропорту в міжнародний аеропорт Вільнюса. На борту перебувало два пілоти та два службових пасажири. О 3 годині 28 хвилин літак зіткнувся із землею на відстані 1575 метрів від порога ЗПС 19 і потім його уламки зруйнували житлову будівлю. На місці падіння виникла пожежа.
Капітан загинув. Другий пілот і пасажири дістали серйозні травми. 12 осіб, які перебували в будівлі, не постраждали.

## Хронологія польоту
Зліт здійснено о 2 годині 08 хвилин. Другий пілот виконував функції пілота, який керує літаком (PF Pilot flying), а командир виконував функції пілота, що моніторить (PM Pilot monitoring).
О 03:06:25 екіпаж обговорював, що очікується обмерзання в хмарах нижче ешелону 220.
О 03:12:43 екіпаж знову обговорював увімкнення системи захисту від обмерзання.
Аварійний реєстратор звуків у кабіні зафіксував о 03:17:30 два клацання. Командир у цей час спілкувався з наземною службою управління повітряним рухом.
Аварійний реєстратор параметрів польоту зафіксував о 3:17:34, що обидва перемикачі помп гідросистеми В (яка забезпечує випуск механізації крила) були встановлені у вимкнене положення.
О 3:17:35 зафіксували падіння тиску в гідросистемі В, що призвело до відключення автопілота (якби командир виконував функції пілота, що керує (PF), то автопілот був би під'єднаний до гідросистеми А). Пролунала звукова сигналізація і ввімкнулися попереджувальні табло, але екіпаж вимкнув їх, не вчинивши відповідних ситуації дій. Надалі другий пілот керував літаком вручну. Командир був постійно відвернений на проблеми з веденням радіозв'язку.
О 03:20:01 командир зробив ремарку, що автопілот відключився одразу після ввімкнення системи захисту двигунів від обмерзання (Аварійний реєстратор показав, що система не була ввімкнена). Надалі екіпаж цієї теми не обговорював.
О 03:22:57 другий пілот запитав, чи ввімкнено систему захисту від обмерзання, командир відповів, що ввімкнено. (Система була вимкнена).
О 03:23:44 екіпаж намагається зменшити швидкість польоту, командир випускає інтерцептори та каже другому пілоту підняти ніс літака. (Літак погано гальмується, оскільки механізація крила не випущена. Екіпаж цього не помічає).
О 03:24:29 командир говорить про випуск закрилків на 5, у кабіні чути звуки ручки управління закрилками. (Аварійний реєстратор показав, що механізація крила повністю прибрана.)
О 03:26:15 другий пілот дає команду на випуск шасі та закрилків на 15. Командир відповідає, що швидкість велика, треба її зменшити.
О 03:27:42 командир каже, що спостерігає ЗПС і що другий пілот має далі знижувати швидкість.
О 03:27:56 другий пілот усвідомлює, що механізація крила прибрана. У цей час вмикається механізм трясіння штурвала і лунає попередження системи EGPWS (система попередження про небезпеку зіткнення із землею).
О 03:28:02 екіпаж намагається піти на друге коло. (Перед зіткненням із землею режим двигунів був понад 90 %).
О 03:28:08 літак стикається із землею і руйнується.

## Інформація, зібрана на місці катастрофи

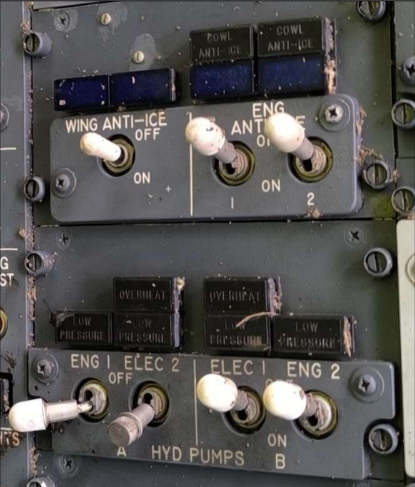
Перемикачі системи захисту від обмерзання та помпи гідросистем А та В

Знайдені гідроприводи управління механізації крила показали, що механізація перебувала в прибраному положенні.
Знайдені кабінні індикатори тиску в гідросистемах показували тиск у гідросистемі А — 3000psi, у системі В — 0.
Перемикачі на кабінному пульті управління систем захисту від обмерзання і гідросистем знайдені в такому положенні: помпи гідросистеми А увімкнені, помпи гідросистеми В і системи захисту від обмерзання вимкнені. Фотографія блоку перемикачів, знайдених на місці падіння, опублікована в попередньому звіті.
Також в акті викладено запис деяких параметрів польоту протягом останніх 12 хвилин. (Зверніть увагу, що кут тангажу крайню хвилину польоту коливається в районі 5 градусів. Під час польоту по глісаді з випущеними закрилками кут тангажу має перебувати в районі 2 — 2,5 градуса.)

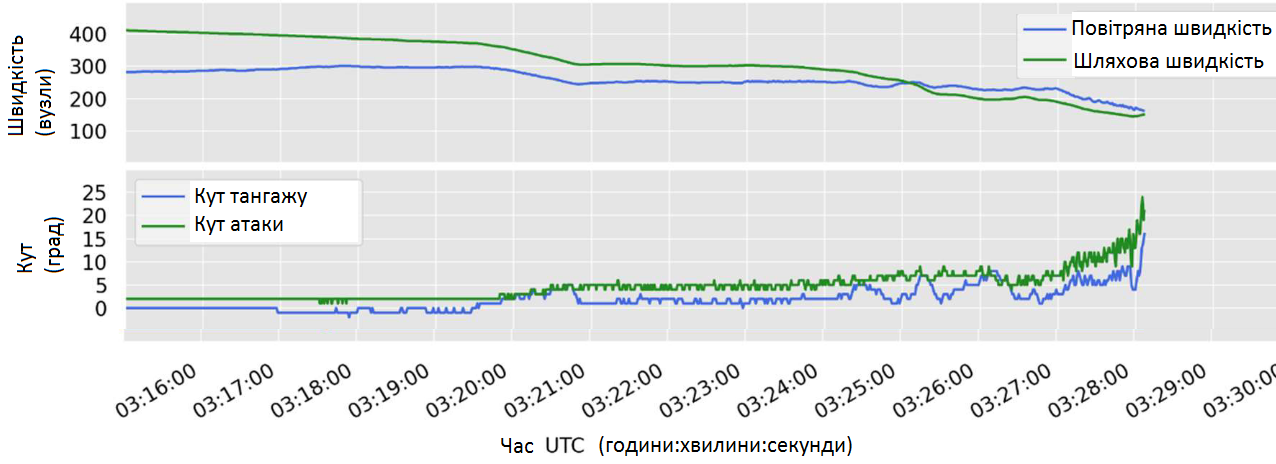
Швидкість польоту та кути тангажу та атаки

Причину катастрофи в акті не вказано, оскільки розслідування ще не завершено.